# Tuffi ai XX Giochi del Commonwealth - Trampolino 3 metri femminile
Il concorso dei tuffi dal trampolino 3 metri femminile dei Giochi del Commonwealth di Glasgow 2014 si è svolto il 2 agosto 2014.

## Risultati
In verde sono indicati i finalisti
| Class | Atleta             | Preliminare | Preliminare | Finale | Finale |
| Class | Atleta             | Punti       | Class       | Punti  | Class  |
| ----- | ------------------ | ----------- | ----------- | ------ | ------ |
|       | Esther Qin         | 324,60      | 3           | 347,25 | 1      |
|       | Jennifer Abel      | 336,90      | 1           | 324,70 | 2      |
|       | Hannah Starling    | 311,05      | 4           | 316,95 | 3      |
| =4    | Madison Keeney     | 336,75      | 2           | 308,20 | 4      |
| =4    | Ng Yan Yee         | 310,95      | 5           | 308,20 | 4      |
| 6     | Pamela Ware        | 289,45      | 9           | 308,10 | 6      |
| 7     | Alicia Blagg       | 300,70      | 6           | 300,95 | 7      |
| 8     | Anabelle Smith     | 290,25      | 8           | 298,95 | 8      |
| 9     | Gracie Reid        | 281,80      | 10          | 297,50 | 9      |
| 10    | Rebecca Gallantree | 266,25      | 11          | 292,20 | 10     |
| 11    | Nur Dhabitah Sabri | 292,35      | 7           | 284,20 | 11     |
| 12    | Cheong Jun Hoong   | 257,15      | 12          | 271,95 | 12     |
| 13    | Emma Friesen       | 194,40      | 13          |        |        |
| 14    | Maria Zarka        | 184,40      | 14          |        |        |